# ジョン・シングルトン
ジョン・シングルトン（John Singleton, 1968年1月6日 - 2019年4月29日）は、アメリカ合衆国カリフォルニア州ロサンゼルス出身の映画監督・脚本家・映画プロデューサー。

## 経歴
1991年、『ボーイズ'ン・ザ・フッド』で監督デビュー。第64回アカデミー賞で監督賞と脚本賞の2部門でノミネートされた。監督賞ノミネートは史上最年少の24歳であり、またアフリカ系アメリカ人初だった。
同年、マイケル・ジャクソンのシングル「リメンバー・ザ・タイム」のPVを制作している。
1994年の映画『ビバリーヒルズ・コップ3』ではカメオ出演している。
1996年にガーナ出身の女優アコスア・バシアと結婚したが、翌年に離婚した。
2019年4月17日、コスタリカへの旅行中から体調不良を訴えていたシングルトンは脳卒中に倒れ、集中治療室に運ばれた。そのまま25日に昏睡状態になり、29日、生命維持装置を外された。51歳没。

## フィルモグラフィ
- ボーイズ'ン・ザ・フッド Boyz n the Hood (1991) 監督・脚本
- ポエティック・ジャスティス/愛するということ Poetic Justice (1993) 監督・脚本・製作
- ハイヤー・ラーニング Higher Learning (1995) 監督・脚本・製作
- ローズウッド Rosewood (1997) 監督
- シャフト Shaft (2000) 監督・脚本・原案・製作・出演
- サウスセントラルLA Baby Boy (2001) 監督・脚本・製作
- ワイルドスピードX2 2 Fast 2 Furious (2003) 監督
- フォー・ブラザーズ/狼たちの誓い Four Brothers (2005) 監督
- ハッスル&フロウ Hustle & Flow (2005) 製作
- ブラック・スネーク・モーン Black Snake Moan (2006) 製作
- ワイルド・ブロウ Illegal Tender (2007) 製作
- ミッシング ID Abduction (2011) 監督
- アメリカン・クライム・ストーリー/O・J・シンプソン事件 The People v. O. J. Simpson: American Crime Story (2016) 監督 テレビシリーズ